# Tweede Kamerverkiezingen in het kiesdistrict Gouda (1848-1850)
Tweede Kamerverkiezingen in het kiesdistrict Gouda (1848-1850) geeft een overzicht van verkiezingen voor de Nederlandse Tweede Kamer in het kiesdistrict Gouda in de periode 1848-1850.
Het kiesdistrict Gouda werd ingesteld na de grondwetsherziening van 1848. Tot het kiesdistrict behoorden de volgende gemeenten: Achttienhoven, Barwoutswaarder, Bodegraven, Broek, Gouda, Gouderak, Haastrecht, Hekendorp, Lange Ruige Weide, Middelburg, Moordrecht, Nieuwkoop, Nieuwveen, Noord-Waddinxveen, Oudewater, Oukoop, Papekop, Reeuwijk, Rietveld, 
Sluipwijk, Stein, Stolwijk, Ter Aar, Waarder, Woerden, Zevenhoven en Zuid-Waddinxveen.
Het kiesdistrict Gouda vaardigde in dit tijdvak per zittingsperiode één lid af naar de Tweede Kamer.
Legenda
- cursief: in de eerste verkiezingsronde geëindigd op de eerste of tweede plaats, en geplaatst voor de tweede ronde;
- vet: gekozen als lid van de Tweede Kamer.

## 30 november 1848
De verkiezingen werden gehouden na ontbinding van de Tweede Kamer, na inwerkingtreding van de herziene grondwet.
|                     | 30 november | 14 december |
| ------------------- | ----------- | ----------- |
| Kiesgerechtigden    | 818         | 826         |
| Opkomst             | 644         | 769         |
| Geldige stemmen     | 635         | 767         |
| Blanco stemmen      | 1           | 1           |
| Kandidaten          |             |             |
| G.M. van der Linden | 131         | 419         |
| J.R. Thorbecke      | 115         | 348         |
| Æ. Mackay           | 109         |             |
| A. van Rijckevorsel | 97          |             |
| D. Donker Curtius   | 87          |             |
| L. Luzac            | 33          |             |
| J.S. van Naamen     | 87          |             |
| W.T. Gevers Deynoot | 11          |             |

## Voortzetting
In 1850 werd het kiesdistrict Gouda omgezet in een meervoudig kiesdistrict, waaraan gedeelten toegevoegd werden van de opgeheven kiesdistricten Leiderdorp (de gemeente Boskoop), Schiedam (de gemeenten Bergschenhoek, Berkel en Rodenrijs, Bleiswijk, Capelle aan den IJssel, Hillegersberg, Kralingen, Nieuwerkerk aan den IJssel, Tempel en Zevenhuizen) en IJsselstein (de gemeenten Benschop, Cabauw, 's-Gravesloot, Harmelen, Hoenkoop, Jaarsveld, Kamerik-Houtdijken, Kamerik-Mijzijde, Kockengen, Linschoten, Lopik, Mijdrecht, Montfoort, Noord-Polsbroek, Oudhuizen, Snelrewaard, Teckop, Vinkeveen, Willige Langerak, Wilnis, Zegveld, Zevender en Zuid-Polsbroek).
Voorts vonden enige correcties plaats met de kiesdistricten Delft (de gemeenten Moerkapelle, Zegwaard en Zoetermeer), Dordrecht (de gemeenten Berkenwoude, Krimpen aan de Lek, Krimpen aan den IJssel, Lekkerkerk, Ouderkerk aan den IJssel en Stormpolder) en  Gorinchem (de gemeenten Ammerstol, Bergambacht, Groot-Ammers, Langerak, Nieuwpoort, Schoonhoven, Vlist en Zuidbroek).
De gemeenten Bodegraven, Nieuwveen en Ter Aar werden ingedeeld bij het kiesdistrict Leiden.